# Myszowice
Myszowice (deutsch Mauschwitz, 1936–1945 Mauschdorf) ist ein Ort der Stadt- und Landgemeinde Korfantów im Powiat Nyski der Woiwodschaft Opole in Polen.

## Geographie
Das Straßendorf Myszowice liegt drei Kilometer westlich von Korfantów (Friedland O.S.), 21 Kilometer östlich von Nysa (Neisse) und 42 Kilometer südwestlich von Opole (Oppeln) in der Nizina Śląska (Schlesischen Tiefebene).
Nachbarorte von Myszowice sind im Nordwesten Budzieszowice (Bauschwitz), im Osten der Niesiebędowice (Nussdorf), im Süden Kuropas (Korpitz) und im Nordwesten Jasienica Dolna (Niederhermsdorf).

## Geschichte

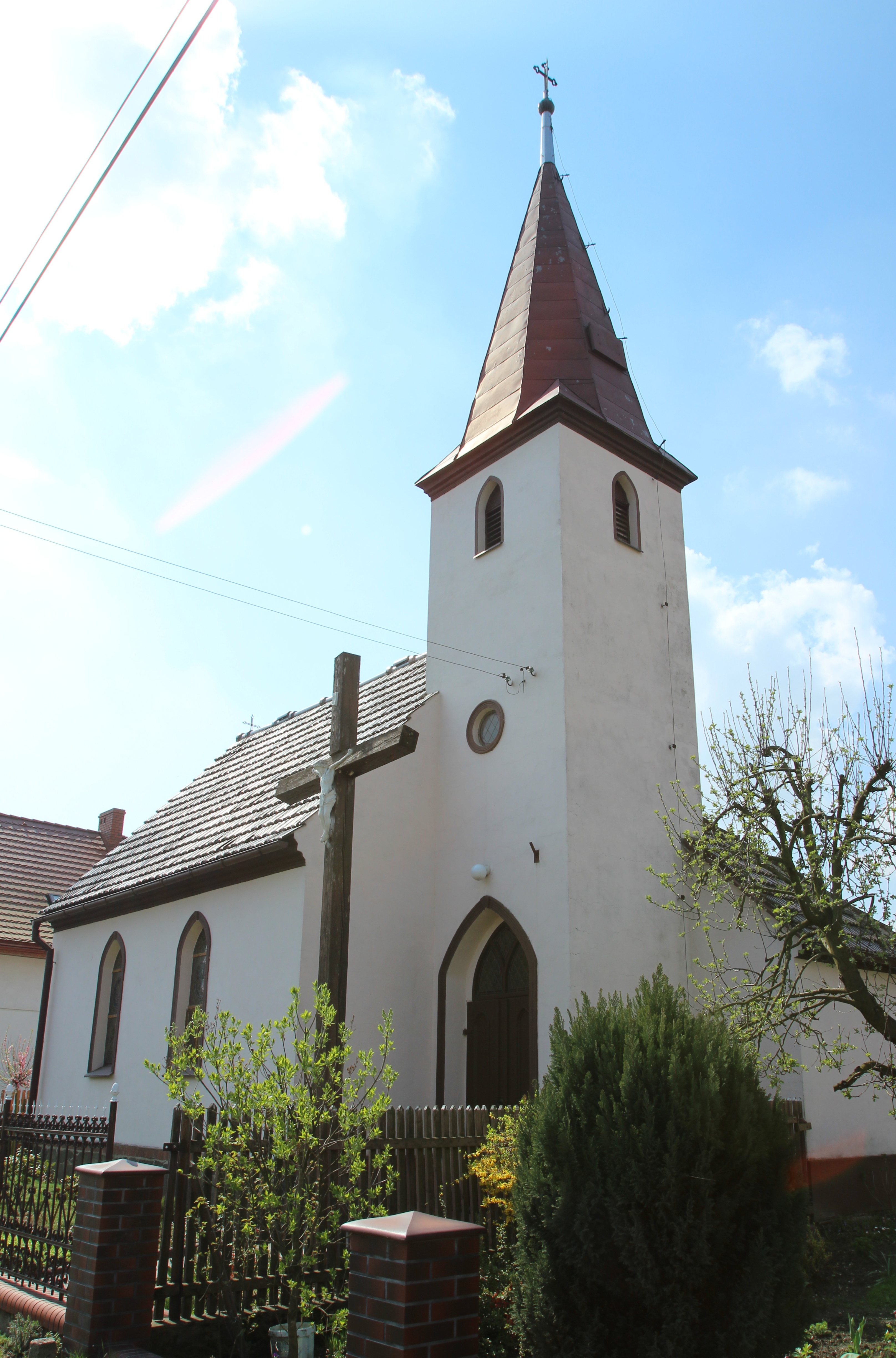
Maria-vom-guten-Rat-Kirche

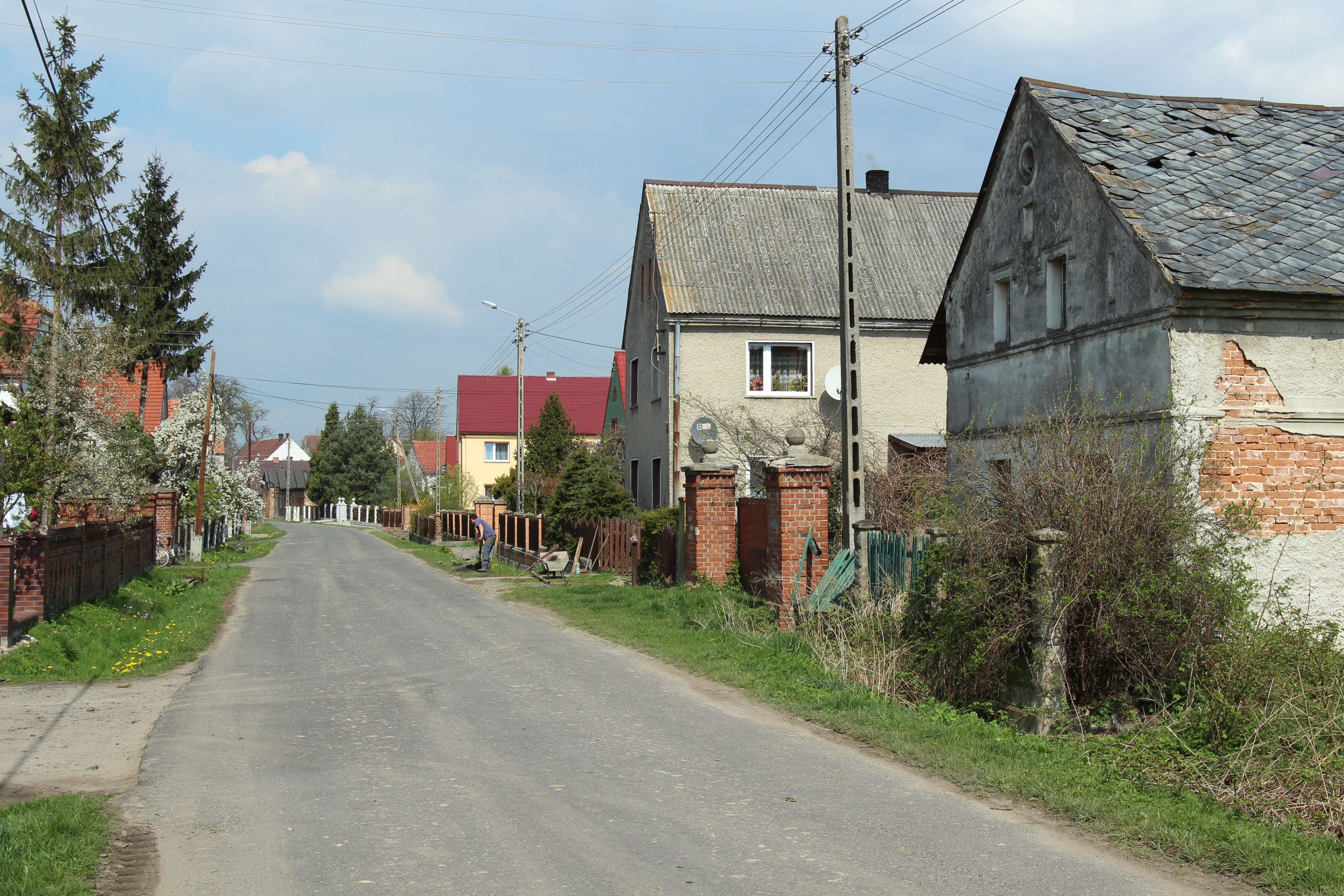
Ortsbild

Das Dorf wurde nach deutschem Recht Mitte des 13. Jahrhunderts gegründet.
Nach dem Ersten Schlesischen Krieg 1742 fiel Mauschwitz mit dem größten Teil Schlesiens an Preußen.
Nach der Neuorganisation der Provinz Schlesien gehörte die Landgemeinde Mauschwitz ab 1816 zum Landkreis Falkenberg O.S. im Regierungsbezirk Oppeln. 1845 bestanden im Dorf eine Mühle und 37 Häuser. Im gleichen Jahr lebten in Mauschwitz 250 Menschen, davon zwei evangelisch. Unter den Dorfbewohnern befanden sich ein Kretschmer, ein Schuhmacher und zwei Händler. 1861 lebten 277 Menschen in Mauschwitz. 1865 zählte das Dorf 25 Gärtner- und sieben Häuslerstellen. 1874 wurde der Amtsbezirk Nüßdorf  gegründet, welcher aus den Bauschwitz, Ferdinandshof, Korpitz, Lammsdorf, Mauschwitz und Nüßdorf und den Gutsbezirken Bauschwitz, Ferdinandshof, Lammsdorf, Mauschwitz und Nüßdorf bestand. 1885 zählte Mauschwitz 210 Einwohner.
Um 1930 wurde der Amtsbezirk in Mauschwitz umbenannt. 1933 hatte Mauschwitz 212 Einwohner. Am 28. Juli 1936 wurde der Ortsname in Mauschdorf geändert. 1939 lebten in Mauschdorf 241 Menschen. Bis 1945 befand sich der Ort im Landkreis Falkenberg O.S.
Als Folge des Zweiten Weltkriegs fiel Mauschdorf 1945 wie der größte Teil Schlesiens unter polnische Verwaltung. Nachfolgend wurde der Ort in Myszowice umbenannt und der Woiwodschaft Schlesien angeschlossen. 1946 wurde die deutsche Bevölkerung vertrieben. 1950 wurde es der Woiwodschaft Oppeln eingegliedert. 1999 kam der Ort zum neu gegründeten Powiat Nyski (Kreis Neisse).

## Sehenswürdigkeiten
- Römisch-katholische Maria-vom-guten-Rat-Kirche (poln. Kościół Matki Bożej Dobrej Rady)
- Wegekapelle mit Marienstatue
- Wegekreuz am nördlichen Dorfeingang

## Persönlichkeiten
- Leo Lanckoroński (1884–1967) – Richter am Amtsgericht in Frankfurt am Main